# 推拉式列車

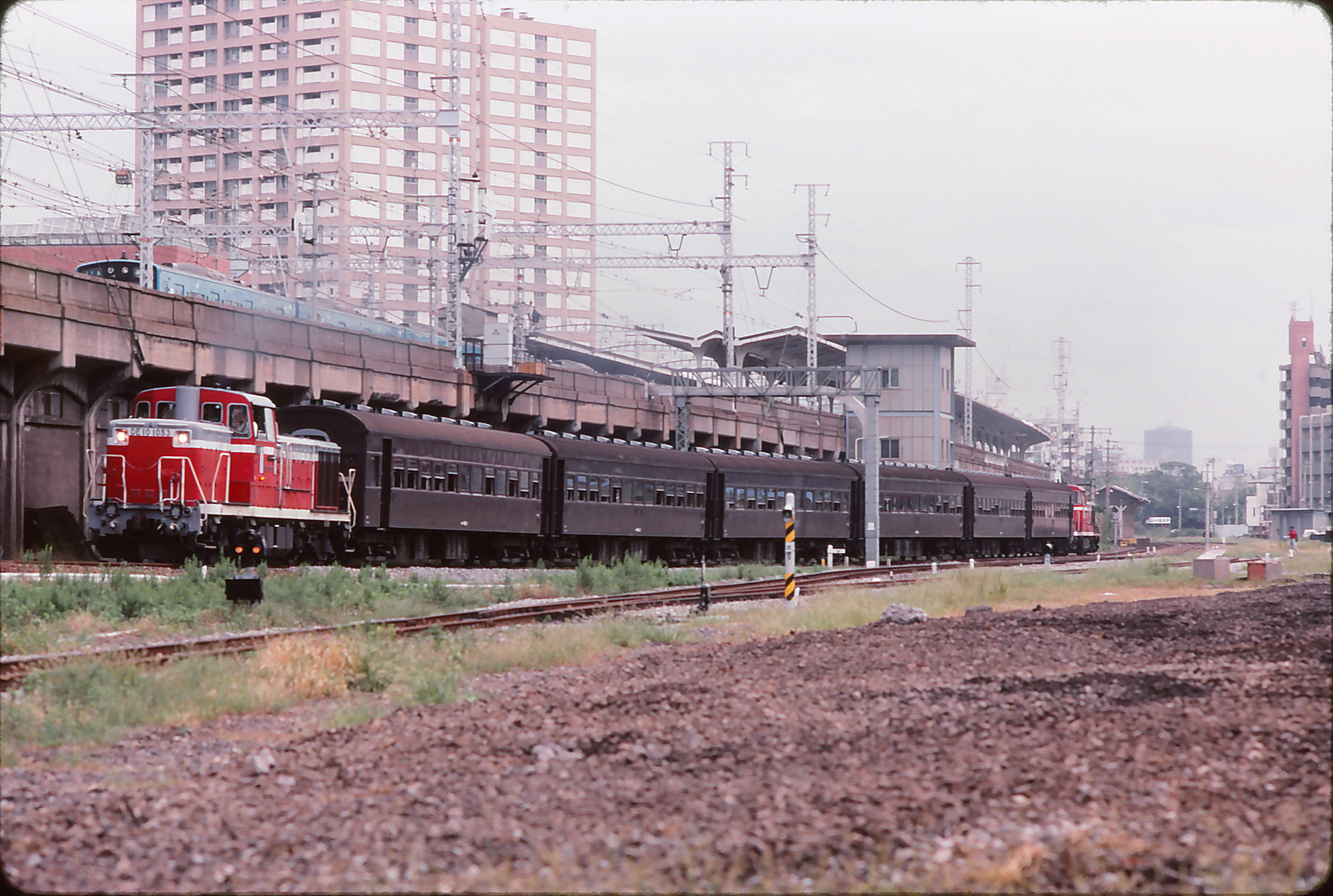
日本和田岬線的推拉式列車

推拉式列車（日語：プッシュプル列車）又稱「頭尾雙機車」或「頭尾雙車頭」（英語：top-and-tail）是鐵路列車編組的一種形式。1990年代中國大陸的京包線客運列車山區段常常採用推拉式列車運行。

## 演進

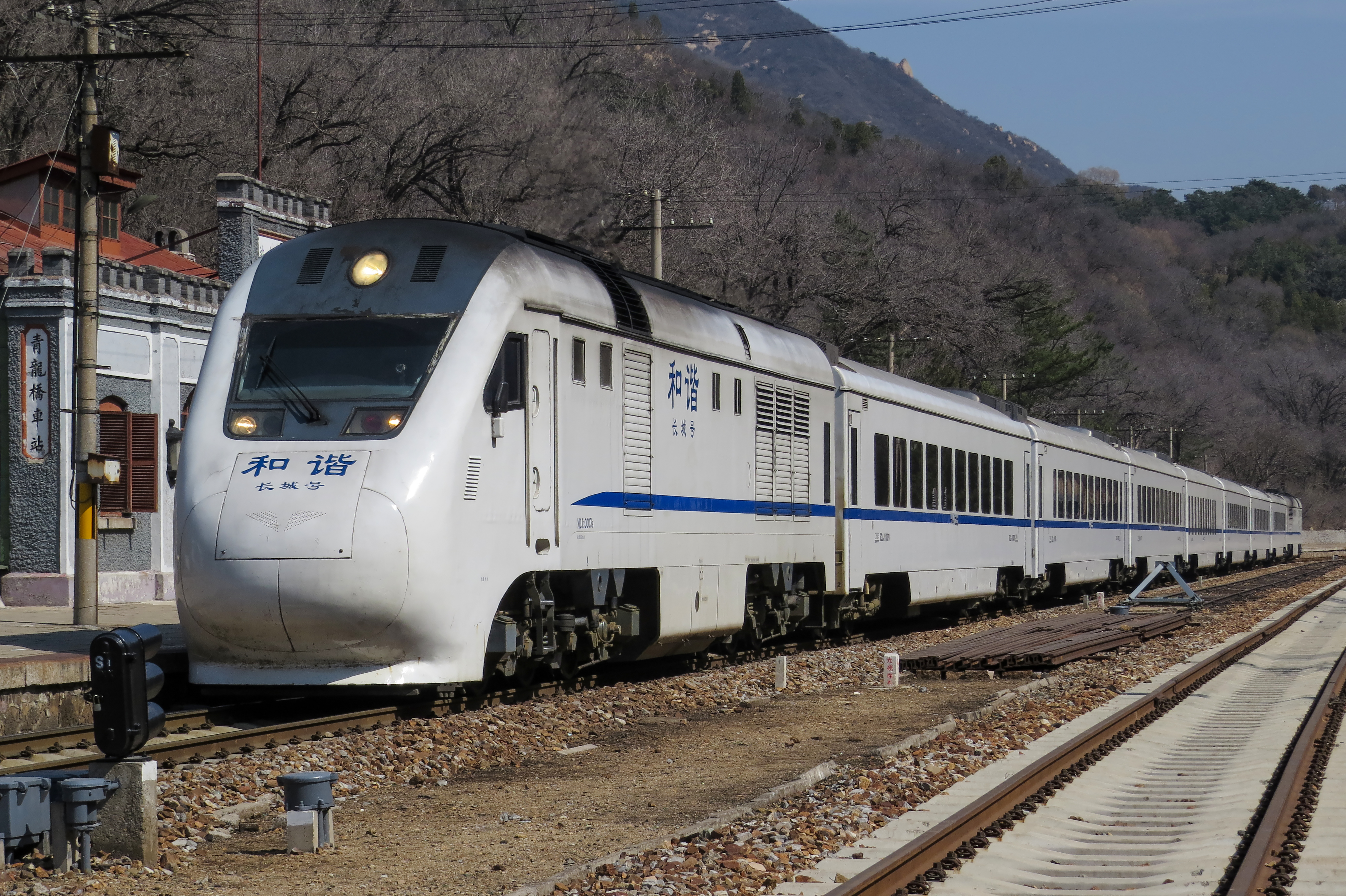
NDJ3型推拉式聯車

在客車系統中，傳統推拉式列車常常由推拉式聯車（英語：push–pull train）取代。推拉式聯車與傳統推拉式列車相比集成程度更高，運行上更加靈活，且不需要機務整備設施。聯車全車集成一套獨立於動力系統、制動系統的控制系統，而傳統推拉式列車的每輛機車都集成著一套控制系統，每節車廂均配備獨立的手動緊急制動系統；推拉式聯車的動力機車旣可出現在頭尾兩端也可僅出現在頭尾一端，甚至還可衹出現在列車中間，而傳統的頭尾雙機車顧名思義兩端必有車頭，儘管實際使用時旣可一拉一推又可只拉不推。
|                  | 傳統推拉式列車                                       | 推拉式聯車                                        |
| ---------------- | ---------------------------------------------------- | ------------------------------------------------- |
| 控制系統         | 鐵路機車內部集成                                     | 整車集成                                          |
| 動力系統         | 機車內部集成 全車低度集成或不集成 動力輸出機車不載客 | 全車集成，不超過2節機車輸出 動力輸出機車不載客    |
| 制動系統         | 鐵路機車內部集成 各車廂手工緊急制動閥                | 全車集成                                          |
| 動力輸出         | 全力輸出 · 正常輸出                                  | 雙機車版 · 單機車版 · 比利時版                    |
| 車站機務整備設施 | 偶爾需要                                             | 不需要                                            |
| 加減掛車廂與機車 | 機務隨時                                             | 普通聯車不可變更 動力集中型可變編組動車組廠內完成 |
| 舉例             | 推拉式自強號列車                                     | NDJ3型推拉式聯車。                                |

推拉式聯車是人類發明的第一種聯車，早期集成控制系統不成熟就搶吃螃蟹研發推拉式聯車的國家曾爲此付出慘痛代價，參見1984年福爾柯克列車事故。而今，推拉式聯車已成爲最基本、成熟的列車集成控制系統，安全性遠高於傳統掛載列車。中國大陸的NDJ3、CR200J、法國的TGV高鐵都是推拉式聯車。臺鐵的推拉式自強號的頭尾兩機車間均具有接近推拉式聯車的集成度，但可由機務加減掛車廂，但各車廂依然具備獨立的緊急制動閥，介於傳統推拉式列車與推拉式聯車之間。